# Jain
Jain (ˈdʒeɪn), właśc. Jeanne Louise Galice (ur. 7 lutego 1992 w Tuluzie) – francuska piosenkarka, autorka tekstów i kompozytorka, której największą popularność przyniósł m.in. utwór „Come” wydany w 2015 roku.

## Życiorys

### Wczesne lata
Urodziła się w Tuluzie jako córka emigrantów: jej matka pochodzi z Madagaskaru, zaś ojciec trzy lata spędził na misjach wojskowych. Gdy miała trzy lata, przeprowadziła się z rodzicami do Pau, a jako dziewięciolatka przeniosła się do Dubaju. Przed ostateczną przeprowadzką do Paryża mieszkała m.in. w Kongo i Abu Zabi.
Uczęszczała do szkoły artystycznej w Paryżu.

### Kariera muzyczna

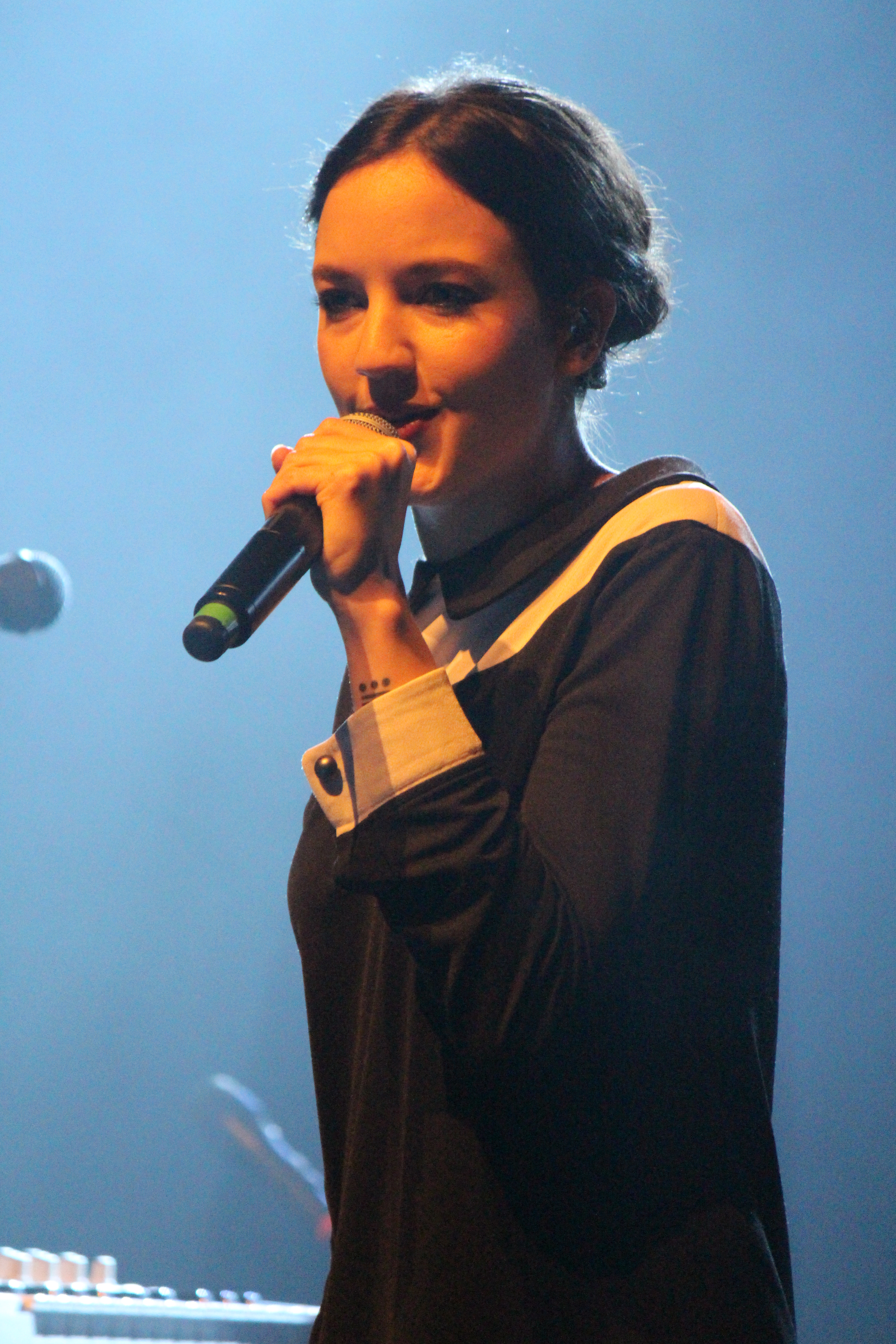
Jain podczas koncertu w 2015

Swoją pierwszą piosenkę skomponowała w wieku szesnastu lat. W latach 2007–2008 mieszkała w kongijskim mieście Pointe-Noire, gdzie nagrała kilka utworów, które później umieściła na portalu MySpace. Piosenki zostały odkryte przez Dready’ego, właściciela wytwórni muzycznej SoulVibz Records, który najpierw zaproponował piosenkarce spotkanie w Paryżu, a później poznał ją z piosenkarzem i twórcą tekstów Yodelice. W tym czasie poznała także Mistera Flasha, z którym wzięła udział w sesji nagraniowej, na której nagrali kilka utworów, w tym m.in. utwór „Come”.
W 2013 wraz z Yodelicem wzięła udział w telewizyjnym programie muzycznym Taratata prezentującym artystów rockowych. W tym samym roku zaśpiewała gościnnie w utworze „Way Back Home” umieszczonym na trzeciej płycie studyjnej artysty zatytułowanej Square Eyes.
Pod koniec czerwca 2015 wydała swój debiutancki minialbum, zatytułowany Hope, który nagrała we współpracy z Yodelice. Znalazł się na nim m.in. wydany w maju singiel „Come”, który opowiadał o rozłące towarzyszącej artystce podczas częstych przeprowadzek. Singiel dotarł do 1. miejsca francuskiej listy przebojów, a także zdobył popularność w Polsce po pojawieniu się w spocie reklamowym jesiennej ramówki telewizji Polsat. Numer dotarł do pierwszego miejsca polskiego notowania iTunes Singles Chart i zdobył certyfikat platynowej płyty w kraju za osiągnięcie liczby ponad 20 tys. sprzedanych egzemplarzy.

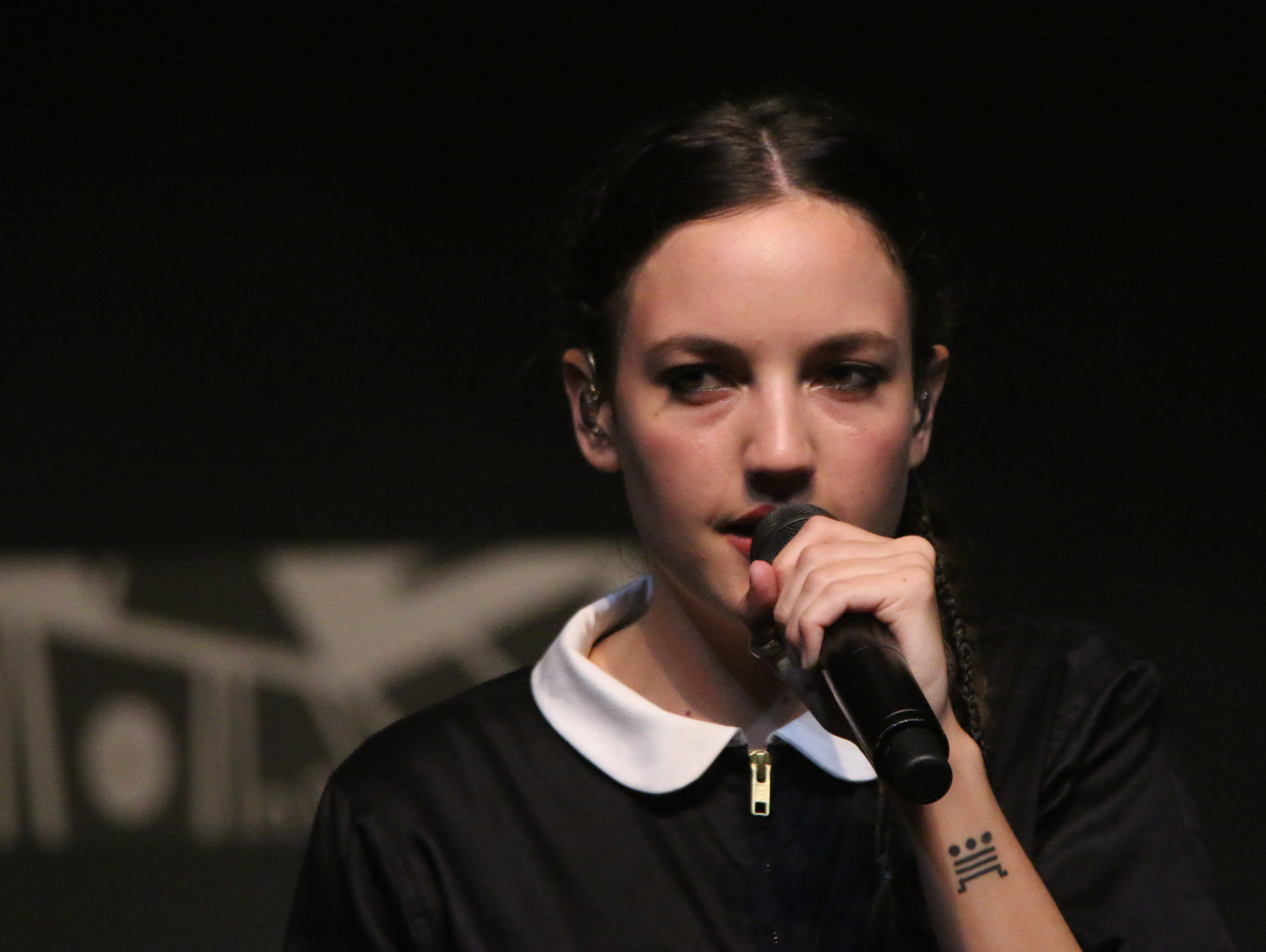
Jain - Paléo 2016

W listopadzie tego samego roku Jain wydała swój debiutancki album studyjny, zatytułowany Zanaka. Drugim singlem promującym płytę został utwór „City”. W tym samym czasie ponownie wystąpiła w programie Taratata oraz wyruszyła w trasę koncertową po Francji. W grudniu zagrała gościnny minikoncert w Warszawie, gdzie odebrała złotą płytę za sprzedaż singla „Come”. Teledysk do singla "Makeba" został nominowany do nagrody Grammy w kategorii Best Music Video w 2018 roku.

## Dyskografia

### Albumy studyjne
| Rok                                                     | Dane dot. albumu | Pozycja na liście | Pozycja na liście | Pozycja na liście | Pozycja na liście | Pozycja na liście | Pozycja na liście | Pozycja na liście | Sprzedaż                                         | Certyfikaty                                                       |
| Rok                                                     | Dane dot. albumu | FRA               | BEL (WA)          | BEL (FL)          | CAN               | ITA               | SPA               | SWI               | Sprzedaż                                         | Certyfikaty                                                       |
| ------------------------------------------------------- | --- | ----------------- | ----------------- | ----------------- | ----------------- | ----------------- | ----------------- | ----------------- | ------------------------------------------------ | ----------------------------------------------------------------- |
| 2015                                                    | Zanaka - Data wydania: 6 listopada 2015 - Wytwórnia: Spookland, Sony, Columbia - Format: CD, 2LP, digital download   | 5                 | 4                 | 95                | 51                | 74                | 68                | 17                | - Świat: 700 000+ - FRA: 500 000+ - POL: 10 000+ | - FRA: diamentowa płyta - SWI: złota płyta - POL: platynowa płyta |
| 2018                                                    | Souldier - Data wydania: 24 sierpnia 2018 - Wytwórnia: Spookland, Sony, Columbia - Format: CD, 2LP, digital download | 1                 | 3                 | 152               | –                 | –                 | –                 | 2                 | - FRA: 150 000+                                  | - FRA: platynowa płyta                                            |
| „–” oznacza, że album nie był notowany na danej liście. | |                   |                   |                   |                   |                   |                   |                   |                                                  |                                                                   |

### Minialbumy (EP)
- Hope (2015)[28]
- Come EP (2016)
- Zanaka EP (2016)[29]

### Single
| Rok                                                      | Tytuł      | Pozycja na liście | Pozycja na liście | Pozycja na liście | Pozycja na liście | Pozycja na liście | Pozycja na liście | Pozycja na liście | Pozycja na liście | Pozycja na liście | Certyfikaty                                                                                 | Album    |
| Rok                                                      | Tytuł      | FRA               | BEL (WA)          | BEL (FL)          | ITA               | JPN               | POL               | SCO               | SPA               | SWI               | Certyfikaty                                                                                 | Album    |
| -------------------------------------------------------- | ---------- | ----------------- | ----------------- | ----------------- | ----------------- | ----------------- | ----------------- | ----------------- | ----------------- | ----------------- | ------------------------------------------------------------------------------------------- | -------- |
| 2015                                                     | „Come”     | 1                 | 5                 | –                 | 20                | –                 | 8                 | –                 | 35                | 75                | - FRA: diamentowa płyta - ITA: 2× platynowa płyta - POL: platynowa płyta - CAN: złota płyta | Zanaka   |
| 2016                                                     | „Makeba”   | 7                 | 27                | –                 | –                 | –                 | –                 | 74                | –                 | –                 | - FRA: złota płyta - ITA: złota płyta - CAN: złota płyta - POL: 3× platynowa płyta          | Zanaka   |
| 2017                                                     | „Dynabeat” | 98                | –                 | –                 | –                 | –                 | –                 | –                 | –                 | –                 |                                                                                             | Zanaka   |
| 2018                                                     | „Alright”  | 6                 | 2                 | –                 | –                 | 61                | –                 | –                 | –                 | 38                | - FRA: diamentowa płyta                                                                     | Souldier |
| 2018                                                     | „Oh Man”   | 23                | 9                 | –                 | –                 | –                 | –                 | –                 | –                 | –                 | - FRA: platynowa płyta                                                                      | Souldier |
| 2019                                                     | „Gloria”   | –                 | –                 | –                 | –                 | –                 | –                 | –                 | –                 | –                 |                                                                                             | TBA      |
| „–” oznacza, że singel nie był notowany na danej liście. |            |                   |                   |                   |                   |                   |                   |                   |                   |                   |                                                                                             |          |

### Single promocyjne
| Rok                                                      | Tytuł        | Pozycja na liście | Pozycja na liście | Certyfikaty        | Album    |
| Rok                                                      | Tytuł        | FRA               | BEL (WA) Tip      | Certyfikaty        | Album    |
| -------------------------------------------------------- | ------------ | ----------------- | ----------------- | ------------------ | -------- |
| 2015                                                     | „Heads Up”   | 128               | 4                 | - FRA: złota płyta | Zanaka   |
| 2015                                                     | „Hob”        | –                 | –                 |                    | Zanaka   |
| 2016                                                     | „Mr Johnson” | –                 | –                 |                    | Zanaka   |
| 2018                                                     | „Star”       | –                 | –                 |                    | Souldier |
| 2018                                                     | „Souldier”   | –                 | –                 |                    | Souldier |
| „–” oznacza, że singel nie był notowany na danej liście. |              |                   |                   |                    |          |

### Inne notowane utwory
| Rok                                                     | Tytuł                            | Pozycja na liście | Pozycja na liście | Album      |
| Rok                                                     | Tytuł                            | FRA               | BEL (WA) Tip      | Album      |
| ------------------------------------------------------- | -------------------------------- | ----------------- | ----------------- | ---------- |
| 2015                                                    | „Hope”                           | 87                | –                 | Zanaka     |
| 2017                                                    | „Kenya” (Fakear gościnnie: Jain) | –                 | 45                | Karmaprana |
| 2018                                                    | „On My Way”                      | 184               | –                 | Souldier   |
| „–” oznacza, że utwór nie był notowany na danej liście. |                                  |                   |                   |            |

### Pozostałe występy gościnne
| Rok  | Tytuł           | Pozostali artyści                     | Album      |
| ---- | --------------- | ------------------------------------- | ---------- |
| 2017 | „L'âme au Mali” | -M-, Toumani Diabaté, Amadou & Mariam | Lamomali   |
| 2017 | „Kenya”         | Fakear                                | Karmaprana |

### Teledyski
| Rok  | Tytuł      | Reżyser         | Przyp. |
| ---- | ---------- | --------------- | ------ |
| 2015 | „Come”     | Greg et Lio     | [ 41 ] |
| 2016 | „Makeba”   | Greg et Lio     | [ 42 ] |
| 2017 | „Dynabeat” | Greg et Lio     | [ 43 ] |
| 2018 | „Alright”  | Greg et Lio     | [ 44 ] |
| 2018 | „Oh Man”   | David Ctiborsky | [ 45 ] |